# Plélan-le-Petit
Plélan-le-Petit (tiếng Breton: Plelann-Vihan, Gallo: Plélan) là một xã của tỉnh Côtes-d’Armor, thuộc vùng Bretagne, tây bắc Pháp.

## Dân số
Người dân ở Plélan-le-Petit được gọi là Plélanais.